# 2014-es Formula–1 ausztrál nagydíj
Az ausztrál nagydíj volt a 2014-es Formula–1 világbajnokság első futama, amelyet 2014. március 14. és március 16. között rendeztek meg az ausztráliai Melbourne Grand Prix Circuiten, Melbourne-ben.

## Szabadedzések

### Első szabadedzés
Az ausztrál nagydíj első szabadedzését március 14-én, péntek délelőtt tartották, magyar idő szerint 2 óra 30 perckor kezdődött.
| helyezés | versenyző         | csapat/motor         | elért idő  | különbség | futott kör |
| -------- | ----------------- | -------------------- | ---------- | --------- | ---------- |
| 1        | Fernando Alonso   | Ferrari              | 1:31,840   | −         | 20         |
| 2        | Jenson Button     | McLaren-Mercedes     | 1:32,357   | +0,517    | 23         |
| 3        | Valtteri Bottas   | Williams-Mercedes    | 1:32,403   | +0,563    | 27         |
| 4        | Felipe Massa      | Williams-Mercedes    | 1:32,431   | +0,591    | 19         |
| 5        | Daniel Ricciardo  | Red Bull-Renault     | 1:32,599   | +0,759    | 26         |
| 6        | Nico Rosberg      | Mercedes             | 1:32,604   | +0,764    | 17         |
| 7        | Sebastian Vettel  | Red Bull-Renault     | 1:32,793   | +0,953    | 10         |
| 8        | Kevin Magnussen   | McLaren-Mercedes     | 1:32,847   | +1,007    | 28         |
| 9        | Kimi Räikkönen    | Ferrari              | 1:32,977   | +1,137    | 19         |
| 10       | Jean-Éric Vergne  | Toro Rosso-Renault   | 1:33,446   | +1,606    | 30         |
| 11       | Nico Hülkenberg   | Force India-Mercedes | 1:33,533   | +1,693    | 23         |
| 12       | Sergio Pérez      | Force India-Mercedes | 1:33,855   | +2,015    | 24         |
| 13       | Danyiil Kvjat     | Toro Rosso-Renault   | 1:34,272   | +2,432    | 27         |
| 14       | Esteban Gutiérrez | Sauber-Ferrari       | 1:35,578   | +3,738    | 7          |
| 15       | Adrian Sutil      | Sauber-Ferrari       | 1:36,445   | +4,605    | 13         |
| 16       | Jules Bianchi     | Marussia-Ferrari     | 1:40,859   | +9,019    | 6          |
| 17       | Max Chilton       | Marussia-Ferrari     | 1:46,922   | +15,082   | 4          |
| 18       | Marcus Ericsson   | Caterham-Renault     | idő nélkül |           | 1          |
| 19       | Lewis Hamilton    | Mercedes             | idő nélkül |           | 1          |
| 20       | Kobajasi Kamui    | Caterham-Renault     | idő nélkül |           | 1          |
| 21       | Pastor Maldonado  | Lotus-Renault        | idő nélkül |           | 2          |
| 22       | Romain Grosjean   | Lotus-Renault        | idő nélkül |           | 0          |

### Második szabadedzés
Az ausztrál nagydíj második szabadedzését március 14-én, pénteken délután futották. Magyar idő szerint 6 óra 30 perckor tartották meg.
| helyezés | versenyző         | csapat/motor         | elért idő  | különbség | futott kör |
| -------- | ----------------- | -------------------- | ---------- | --------- | ---------- |
| 1        | Lewis Hamilton    | Mercedes             | 1:29,625   | −         | 37         |
| 2        | Nico Rosberg      | Mercedes             | 1:29,782   | +0,157    | 31         |
| 3        | Fernando Alonso   | Ferrari              | 1:30,132   | +0,507    | 28         |
| 4        | Sebastian Vettel  | Red Bull-Renault     | 1:30,381   | +0,756    | 41         |
| 5        | Jenson Button     | McLaren-Mercedes     | 1:30,510   | +0,885    | 33         |
| 6        | Daniel Ricciardo  | Red Bull-Renault     | 1:30,538   | +0,913    | 38         |
| 7        | Kimi Räikkönen    | Ferrari              | 1:30,898   | +1,273    | 32         |
| 8        | Valtteri Bottas   | Williams-Mercedes    | 1:30,920   | +1,295    | 38         |
| 9        | Kevin Magnussen   | McLaren-Mercedes     | 1:31,031   | +1,406    | 34         |
| 10       | Nico Hülkenberg   | Force India-Mercedes | 1:31,054   | +1,429    | 33         |
| 11       | Jean-Éric Vergne  | Toro Rosso-Renault   | 1:31,060   | +1,435    | 35         |
| 12       | Felipe Massa      | Williams-Mercedes    | 1:31,119   | +1,494    | 31         |
| 13       | Sergio Pérez      | Force India-Mercedes | 1:31,283   | +1,658    | 36         |
| 14       | Adrian Sutil      | Sauber-Ferrari       | 1:32,355   | +2,730    | 36         |
| 15       | Esteban Gutiérrez | Sauber-Ferrari       | 1:32,468   | +2,843    | 26         |
| 16       | Danyiil Kvjat     | Toro Rosso-Renault   | 1:32,495   | +2,870    | 36         |
| 17       | Jules Bianchi     | Marussia-Ferrari     | 1:33,486   | +3,861    | 29         |
| 18       | Romain Grosjean   | Lotus-Renault        | 1:33,646   | +4,021    | 12         |
| 19       | Max Chilton       | Marussia-Ferrari     | 1:34,757   | +5,132    | 29         |
| 20       | Marcus Ericsson   | Caterham-Renault     | idő nélkül |           | 1          |
| 21       | Kobajasi Kamui    | Caterham-Renault     | idő nélkül |           | 0          |
| 22       | Pastor Maldonado  | Lotus-Renault        | idő nélkül |           | 0          |

### Harmadik szabadedzés
Az ausztrál nagydíj harmadik szabadedzését március 15-én, szombaton délelőtt tartották. Magyar idő szerint 4 órakor kezdődött.
| helyezés | versenyző         | csapat/motor         | elért idő  | különbség | futott kör |
| -------- | ----------------- | -------------------- | ---------- | --------- | ---------- |
| 1        | Nico Rosberg      | Mercedes             | 1:29,375   | −         | 15         |
| 2        | Jenson Button     | McLaren-Mercedes     | 1:30,766   | +1,391    | 20         |
| 3        | Fernando Alonso   | Ferrari              | 1:30,876   | +1,501    | 11         |
| 4        | Lewis Hamilton    | Mercedes             | 1:30,919   | +1,544    | 13         |
| 5        | Daniel Ricciardo  | Red Bull-Renault     | 1:30,970   | +1,595    | 13         |
| 6        | Nico Hülkenberg   | Force India-Mercedes | 1:30,978   | +1,603    | 16         |
| 7        | Kimi Räikkönen    | Ferrari              | 1:31,156   | +1,781    | 12         |
| 8        | Kevin Magnussen   | McLaren-Mercedes     | 1:31,251   | +1,876    | 22         |
| 9        | Sergio Pérez      | Force India-Mercedes | 1:31,665   | +2,290    | 17         |
| 10       | Felipe Massa      | Williams-Mercedes    | 1:31,723   | +2,348    | 20         |
| 11       | Danyiil Kvjat     | Toro Rosso-Renault   | 1:31,925   | +2,550    | 17         |
| 12       | Sebastian Vettel  | Red Bull-Renault     | 1:32,255   | +2,880    | 14         |
| 13       | Jean-Éric Vergne  | Toro Rosso-Renault   | 1:32,417   | +3,042    | 16         |
| 14       | Jules Bianchi     | Marussia-Ferrari     | 1:34,184   | +4,809    | 15         |
| 15       | Adrian Sutil      | Sauber-Ferrari       | 1:34,188   | +4,813    | 16         |
| 16       | Kobajasi Kamui    | Caterham-Renault     | 1:34,413   | +5,038    | 19         |
| 17       | Max Chilton       | Marussia-Ferrari     | 1:34,717   | +5,342    | 15         |
| 18       | Pastor Maldonado  | Lotus-Renault        | 1:34,754   | +5,379    | 15         |
| 19       | Marcus Ericsson   | Caterham-Renault     | 1:36,159   | +6,784    | 21         |
| 20       | Valtteri Bottas   | Williams-Mercedes    | idő nélkül |           | 2          |
| 21       | Esteban Gutiérrez | Sauber-Ferrari       | idő nélkül |           | 2          |
| 22       | Romain Grosjean   | Lotus-Renault        | idő nélkül |           | 4          |

## Időmérő edzés
Az ausztrál nagydíj időmérő edzését március 15-én, szombaton futották. Magyar idő szerint 7 órakor tartották meg.
| helyezés              | rajtszám | versenyző         | csapat/motor         | 1. rész    | 2. rész  | 3. rész  | rajthely | futott kör |
| --------------------- | -------- | ----------------- | -------------------- | ---------- | -------- | -------- | -------- | ---------- |
| 1                     | 44       | Lewis Hamilton    | Mercedes             | 1:31,699   | 1:42,890 | 1:44,231 | 1        | 22         |
| 2                     | 3        | Daniel Ricciardo  | Red Bull-Renault     | 1:30,775   | 1:42,295 | 1:44,548 | 2        | 20         |
| 3                     | 6        | Nico Rosberg      | Mercedes             | 1:32,564   | 1:42,264 | 1:44,595 | 3        | 21         |
| 4                     | 20       | Kevin Magnussen   | McLaren-Mercedes     | 1:30,949   | 1:43,247 | 1:45,745 | 4        | 19         |
| 5                     | 14       | Fernando Alonso   | Ferrari              | 1:31,388   | 1:42,805 | 1:45,819 | 5        | 21         |
| 6                     | 25       | Jean-Éric Vergne  | Toro Rosso-Renault   | 1:33,488   | 1:43,849 | 1:45,864 | 6        | 21         |
| 7                     | 27       | Nico Hülkenberg   | Force India-Mercedes | 1:33,893   | 1:43,658 | 1:46,030 | 7        | 20         |
| 8                     | 26       | Danyiil Kvjat     | Toro Rosso-Renault   | 1:33,777   | 1:44,331 | 1:47,368 | 8        | 20         |
| 9                     | 19       | Felipe Massa      | Williams-Mercedes    | 1:31,228   | 1:44,242 | 1:48,079 | 9        | 21         |
| 10                    | 77       | Valtteri Bottas   | Williams-Mercedes    | 1:31,601   | 1:43,852 | 1:48,147 | 15[1]    | 19         |
| 11                    | 22       | Jenson Button     | McLaren-Mercedes     | 1:31,396   | 1:44,437 |          | 10       | 13         |
| 12                    | 7        | Kimi Räikkönen    | Ferrari              | 1:32,439   | 1:44,494 |          | 11       | 13         |
| 13                    | 1        | Sebastian Vettel  | Red Bull-Renault     | 1:31,931   | 1:44,668 |          | 12       | 13         |
| 14                    | 99       | Adrian Sutil      | Sauber-Ferrari       | 1:33,673   | 1:45,655 |          | 13       | 12         |
| 15                    | 10       | Kobajasi Kamui    | Caterham-Renault     | 1:34,274   | 1:45,867 |          | 14       | 13         |
| 16                    | 11       | Sergio Pérez      | Force India-Mercedes | 1:34,141   | 1:47,293 |          | 16       | 13         |
| 17                    | 4        | Max Chilton       | Marussia-Ferrari     | 1:34,293   |          |          | 17       | 5          |
| 18                    | 17       | Jules Bianchi     | Marussia-Ferrari     | 1:34,794   |          |          | 18       | 5          |
| 19                    | 21       | Esteban Gutiérrez | Sauber-Ferrari       | 1:35,117   |          |          | 22[2]    | 7          |
| 20                    | 9        | Marcus Ericsson   | Caterham-Renault     | 1:35,157   |          |          | 19       | 5          |
| 21                    | 8        | Romain Grosjean   | Lotus-Renault        | 1:36,993   |          |          | 20       | 6          |
| 107%-os idő: 1:37,129 |          |                   |                      |            |          |          |          |            |
| 22                    | 13       | Pastor Maldonado  | Lotus-Renault        | idő nélkül |          |          | 21[3]    | 3          |

Megjegyzés:
- ↑ 1:  – Valtteri Bottas öt rajthelyes büntetést kapott, mert az autójában váltót kellett cserélni.[1]
- ↑ 2:  – Esteban Gutiérrez öt rajthelyes büntetést kapott, mert az autójában váltót kellett cserélni.[2]
- ↑ 3:  – Pastor Maldonado nem tudta elérni a 107%-os időlimitet, azonban engedélyezték, hogy rajthoz álljon a versenyen.[3] Gutiérrez büntetése miatt így a 21. rajtpozíciót szerezte meg.[4]

## Futam
Az ausztrál nagydíj futama március 16-án, vasárnap rajtolt, magyar idő szerint reggel 7 órakor. Romain Grosjean a boxutcából indult, mert a verseny előtt néhány alkatrészt kicseréltek az autójában. A felvezető kör után a rajtot újra kellett lőni, így két felvezető kört mentek a pilóták, amiből következően a verseny csak 57 körös lett. Az első felvezető kör elején, illetve végén a két Marussia, Chilton és Bianchi is a rajtrácson maradt technikai okokból, ezért végül ők is a boxutcából indultak Grosjean mögül. A rajtnál Rosberg ugrott az élre, és ezt a pozíciót a verseny végéig magabiztosan tartani is tudta. A versenyen a várakozásoknak megfelelően rengeteg, összesen hét kiesés volt. A rajtnál Kobajasi eltalálta Massát, így mindketten kénytelenek voltak feladni a futamot. Lewis Hamilton ugyan az élről rajtolt, ám motor- és váltóproblémák miatt a 3. körben ő is kiállt a versenyből. Az ötödik körben Sebastian Vettel is kiesett, szintén műszaki okokból. A 10. körben Bottas Alonsóval harcolva lekoccolta a falat, aminek következtében defektes lett, és levált a jobb hátsó abroncsa. A következő körben bejött a biztonsági autó is, amely egészen a 15. körig haladt a mezőny előtt. A 28. körben az újonc Marcus Ericsson is feladni kényszerült a futamot, szintén műszaki hiba miatt. A 32. körben Maldonado járt hasonlóan, nála az MGU-H romlott el. 13 körrel később, a 45. körben a másik Lotus is megadta magát Grosjean alatt, szintén az ERS meghibásodásából következően, ő volt az utolsó kieső. Végül 14-en értek célba, mert Jules Bianchinak 8 körös hátránya volt, ami kevesebb, mint a versenytáv 90%-a, ezért az ő helyezését nem értékelték. A dobogó tetejére Rosberg állt, míg a Red Bull újonca, Daniel Ricciardo lett a második, a McLaren-es Kevin Magnussen pedig élete első Formula–1-es futamán rögtön megszerezte a dobogó legalsó fokát. A futam után néhány órával megállapították, hogy Ricciardo átlépte a 100 kg/órás üzemanyagátfolyási limitet, ezért az ausztrált kizárták a versenyből. Ezzel Magnussen a 2., Jenson Button pedig a harmadik helyre lépett előre.
| helyezés | rajtszám | versenyző         | csapat/motor         | futott kör | idő/kiesés oka | rajthely | pont |
| -------- | -------- | ----------------- | -------------------- | ---------- | -------------- | -------- | ---- |
| 1        | 6        | Nico Rosberg      | Mercedes             | 57         | 1:32:58,710    | 3        | 25   |
| 2        | 20       | Kevin Magnussen   | McLaren-Mercedes     | 57         | +26,777        | 4        | 18   |
| 3        | 22       | Jenson Button     | McLaren-Mercedes     | 57         | +30,027        | 10       | 15   |
| 4        | 14       | Fernando Alonso   | Ferrari              | 57         | +35,284        | 5        | 12   |
| 5        | 77       | Valtteri Bottas   | Williams-Mercedes    | 57         | +47,639        | 15       | 10   |
| 6        | 27       | Nico Hülkenberg   | Force India-Mercedes | 57         | +50,718        | 7        | 8    |
| 7        | 7        | Kimi Räikkönen    | Ferrari              | 57         | +57,675        | 11       | 6    |
| 8        | 25       | Jean-Éric Vergne  | Toro Rosso-Renault   | 57         | +1:00,441      | 6        | 4    |
| 9        | 26       | Danyiil Kvjat     | Toro Rosso-Renault   | 57         | +1:03,585      | 8        | 2    |
| 10       | 11       | Sergio Pérez      | Force India-Mercedes | 57         | +1:25,916      | 16       | 1    |
| 11       | 99       | Adrian Sutil      | Sauber-Ferrari       | 56         | +1 kör         | 13       |      |
| 12       | 21       | Esteban Gutiérrez | Sauber-Ferrari       | 56         | +1 kör         | 20       |      |
| 13       | 4        | Max Chilton       | Marussia-Ferrari     | 55         | +2 kör         | 17       |      |
| hn       | 17       | Jules Bianchi     | Marussia-Ferrari     | 49         | +8 kör         | 18       |      |
| ki       | 8        | Romain Grosjean   | Lotus-Renault        | 43         | erőforrás      | 22       |      |
| ki       | 13       | Pastor Maldonado  | Lotus-Renault        | 29         | erőforrás      | 21       |      |
| ki       | 9        | Marcus Ericsson   | Caterham-Renault     | 27         | olajnyomás     | 19       |      |
| ki       | 1        | Sebastian Vettel  | Red Bull-Renault     | 3          | erőforrás      | 12       |      |
| ki       | 44       | Lewis Hamilton    | Mercedes             | 2          | erőforrás      | 1        |      |
| ki       | 19       | Felipe Massa      | Williams-Mercedes    | 0          | baleset        | 9        |      |
| ki       | 10       | Kobajasi Kamui    | Caterham-Renault     | 0          | baleset        | 14       |      |
| kiz      | 3        | Daniel Ricciardo  | Red Bull-Renault     | 57         | +24,525        | 2        |      |

## A világbajnokság állása a verseny után
| H   | Versenyzők       | Pont | H   | Konstruktőrök        | Pont |
| --- | ---------------- | ---- | --- | -------------------- | ---- |
| 1.  | Nico Rosberg     | 25   | 1.  | McLaren-Mercedes     | 33   |
| 2.  | Kevin Magnussen  | 18   | 2.  | Mercedes             | 25   |
| 3.  | Jenson Button    | 15   | 3.  | Ferrari              | 18   |
| 4.  | Fernando Alonso  | 12   | 4.  | Williams-Mercedes    | 10   |
| 5.  | Valtteri Bottas  | 10   | 5.  | Force India-Mercedes | 9    |
| 6.  | Nico Hülkenberg  | 8    | 6.  | Toro Rosso-Renault   | 6    |
| 7.  | Kimi Räikkönen   | 6    | 7.  | Sauber-Ferrari       | 0    |
| 8.  | Jean-Éric Vergne | 4    | 8.  | Marussia-Ferrari     | 0    |
| 9.  | Danyiil Kvjat    | 2    | 9.  | Lotus-Renault        | 0    |
| 10. | Sergio Pérez     | 1    | 10. | Caterham-Renault     | 0    |

(A teljes táblázat)

## Statisztikák
- Vezető helyen:
  - Nico Rosberg: 57 kör (1-57)
- Nico Rosberg 4. győzelme, 5. leggyorsabb köre.
- A Mercedes 14. győzelme.
- Lewis Hamilton 32. pole-pozíciója.
- Nico Rosberg 12., Kevin Magnussen 1., Jenson Button 50. dobogós helyezése.
- Marcus Ericsson, Danyiil Kvjat és Kevin Magnussen első Formula–1-es nagydíja.